# Paolo De Coppi
Paolo De Coppi (Conegliano, Italia, 24 de enero de 1972) es un científico italiano destacado por sus avances en embriología. En enero de 2007 anunció, junto a Anthony Atala, el descubrimiento de células madre en el líquido amniótico.

## Juventud y primeros estudios
Creció en Santa Lucía di Piave, y se graduó en 1991 en Conegliano. En 1997 se doctoró cum laude en medicina y cirugía en la Universidad de Padua. Su tesis se denominó "Modelo de gastrosquisis en el conejo: estudio de los cambios histológicos del intestino". Posteriormente obtuvo el posgraduado en la Escuela de cirugía pediátrica. 
Ha llevado a cabo varios estudios en el extranjero. Entre octubre de 1998 y  marzo de 1999 en Ámsterdam, donde desarrolló un proyecto de investigación sobre el hepatoblastoma. Luego, entre junio de 2000 y febrero de 2002, trabajó en el Laboratorio de Ingeniería de tejidos y Terapéutica Celular del hospital infantil de Boston, dependiente de la Universidad de Harvard y dirigido por el doctor Anthony Atala. Durante este intenso período, con el objetivo de profundizar en el conocimiento sobre las extracciones y los cultivos celulares para la incontinencia urinaria y la ingeniería de los tejidos, centró en particular sus intereses en las células madre. También realizó estudios sobre malformaciones del feto, tratando de desarrollar alternativas a la cirugía fetal, que es de alto riesgo tanto para el niño como para la madre. 
En 2003 recibió en la comuna de Conegliano el "Premio Civilitas", con el siguiente fundamento: 

Joven y brillante científico cuyas ideas han contribuido a abrir horizontes ambiciosos en el tratamiento de enfermedades graves, dando una nueva esperanza a las personas que sufren. Por ser capaz de obtener, basándose en su experiencia, instrumentos eficaces en la consecución de avances encaminados a proteger la integridad de la persona, tanto biológicos y éticos

En la ceremonia se encontraba también presente Rita Levi Montalcini. 
Más tarde, después de un período de trabajo en la clínica pediátrica de la Universidad de Padua, se trasladó a Londres, donde vive actualmente con su esposa e hijas. Allí se ha convertido en el principal cirujano e investigador del hospital pediátrico más famoso de Europa, el Great Ormond Street.

## El descubrimiento de las células madre en el líquido amniótico
Desde el comienzo de su carrera como científico en Venecia, siendo católica practicante, está trabajando para encontrar una salida a las cuestiones onerosas y éticas en la investigación con células madre, al considerar inmoral la extracción de estas células a partir de embriones humanos,ya que se causa la destrucción del feto. Por esta razón decide no llevar a cabo estudios sobre los embriones, pero los realiza de otras maneras. 
El 7 de enero de 2007, a siete años a partir del inicio del estudio, llevado a cabo junto con otros científicos, De Coppi, Atala y se impacienta por anunciar al mundo el descubrimiento de que se puede extraer las células madre a partir del líquido amniótico, y lo publica en un artículo en la revista Naturaleza Biotecnología . 
Los dos investigadores afirman haber aislado por primera vez en el líquido amniótico, células madre, con capacidad regenerativa iguales a los del embrión, y aparentemente inocuos como el de células madre adultas que no tengan la tendencia a desarrollar cáncer. 
Las nuevas células de aislamiento fácil y rápidamente se duplicaron en (36 horas), son versátiles como las embrionarias pueden convertirse en células musculares adultas, nervios, huesos, sangre, grasa e hígado, cuya función regenerativa fue probado con éxito in vitro y en animales trasplantados en ratones lobotomizados han reparado la zona del cerebro y dañado en su hígado han comenzado a secernere de urea. 
La noticia recorrió todo el mundo, y los descubridores de inmediato recibieron los aplausos de aquellos que ven en este nuevo descubrimiento la solución a algunos de los problemas morales en relación con este tipo de investigación. 
El descubrimiento de hecho se remonta al año 2001, cuando se anunció en varias conferencias científicas. El anuncio del descubrimiento se aplazará para llevar a cabo nuevas investigaciones, así como por el momento lo viene haciendo.

## Consecuencias del descubrimiento
Los estudios sobre el líquido amniótico le hicieron merecedor de reconocimiento en el Congreso de Urología americano y en el Simposio sobre las células madre de Hannover. No obstante, por motivos burocráticos se deberán esperar cinco años antes de comenzar las pruebas en seres humanos. 
Después del revuelo mediático que sobrevino al anuncio de su descubrimiento, De Coppi anunció que centraría su investigación en la placenta. Incluso ahí, de hecho y a su juicio, hay otras posibilidades para descubrir en el futuro, nuevos tipos de células madre.

### Otros proyectos
- Le cellule staminali si trovano anche nel liquido amniotico, data de 7 gennaio 2007